# 21. december
21. december er dag 355 i året i den gregorianske kalender (dag 356 i skudår). Der er 10 dage tilbage af året.
Vintersolhverv falder ofte på den 21. december, hvis ikke 22. december eller i mindre hyppigt 20. december.
Dagens navn er Thomas.

### Begivenheder
Født - Dødsfald
- 1522 - Jyske rigsråder gør oprør mod Christian 2. ved undertegnelse af "Sammensværgelsesbrevet".
- 1620 - Pilgrimsfædrene lander i Plymouth i Massachusetts i deres skib Mayflower.
- 1844 - 28 vævere i Lancashire, England åbner verdens første brugsforening.
- 1879 - Ibsens Et dukkehjem opføres for første gang. Det sker på Det kongelige Teater i København.
- 1913 - Verdens første krydsogtværs offentliggøres i New York World.
- 1925 - Filmen Panserkrydseren Potemkin, instrueret af Sergei Eisenstein, har premiere i Moskva.
- 1933 - Den første Hvem Hvad Hvor udkommer.
- 1937 - Walt Disneys tegnefilm Snehvide og de 7 dværge har premiere i Los Angeles.
- 1958 - Charles de Gaulle vælges til præsident i Frankrig.
- 1975 - Terrorister stormer hotel i Wien, hvor OPEC holder møde, og tager 11 arabiske olieministre som gidsler.
- 1976 - Finn Gundelach vælges til den ene af Europa-Kommissionens fem vicepræsidentposter.
- 1978 - Lensgreve Hans Schack tilbyder prins Joachim sit gods Schackenborg i Sønderjylland.
- 1985 - Tre rockere likviderer Bullshit-lederen "Høvding" i værtshuset Nemo på Christiania.
- 1986 - Mere end 50.000 studenter demonstrerer i Shanghai for demokrati og frihed i Kina.
- 1988 - Et Pan-Am fly styrter ned over Lockerbie i Skotland, da en bombe eksploderer i flyet. 259 ombordværende samt 11 personer på jorden omkommer.
- 1991 - I Kasakhstans hovedstad Astana, indgår 8 tidligere sovjetrepublikker i SNG.
- 1996 - Den tyske forfatter Günther Grass modtager Sonningprisen.
- 1999 - Den danske nazi-leder Jonni Hansen sigtes for drabsforsøg ved at påkøre en gruppe demonstranter.
- 2000 - Poul Nyrup Rasmussen foretager en mindre ministerrokade, der blandt andet bringer Mogens Lykketoft fra finansministeriet til undenrigsministeriet.
- 2001 - Argentinas præsident Fernando de la Rua går af.
- 2005 - Siden 1999 er de 18 bævere der blev udsat i Klosterhede Statsskovdistrikt, i Vestjylland, vokset til 62.
- 2005 - Elton John og hans mangeårige partner, David Furnish, indgår registreret partnerskab.
- 2012 - Er afslutningen på en æra i mayaernes kalender. Det er uvist hvad mayaerne, et præcolumbiansk mesoamerikansk folkeslag, selv mente dette symboliserede, men visse nutidige mystikere mener det signalerer at verden, som vi kender den i dag, ender. Hermed starter en ny tid med nye energier og hermed forandring.
- 2012 - Gangnam Style rundede som den første video på YouTube 1 milliard visninger i alt.

### Født
- 1547 - Steen Brahe til Knudstrup, dansk rigsråd (død 1620).
- 1556 - Christian Friis til Borreby, dansk adelsmand og kansler (død 1616).
- 1778 - Anders Sandøe Ørsted, dansk retslærd og minister (død 1860).
- 1793 - Christian Christopher Zahrtmann, dansk søofficer og politiker (død 1853).
- 1795 - Leopold von Ranke, tysk historiker (død 1886).
- 1804 - Benjamin Disraeli, engelsk politiker og premierminister (død 1881).
- 1844 - Sigurd Müller, dansk kunst- og litteraturhistoriker (død 1918).
- 1850 - Zdenek Fibich, tjekkisk komponist (død 1900).
- 1902 - Ebba Amfeldt, dansk skuespiller (død 1974).
- 1906 - Frode Jakobsen, dansk frihedskæmper, politiker og minister (død 1997).
- 1908 - Tove Grandjean, dansk skuespiller (død 1997).
- 1917 - Heinrich Böll, tysk forfatter og modtager af Nobelprisen i litteratur (død 1985).
- 1918 - Kurt Waldheim, østrigsk præsident og FN-generalsekretær (død 2007).
- 1919 - Ove Sprogøe, dansk skuespiller (død 2004).
- 1927 - Isi Foighel, dansk juraprofessor og tidligere minister (død 2007).
- 1934 - Ole Madsen, dansk fodboldspiller (død 2006).
- 1937 - Jane Fonda, amerikansk skuespillerinde og politisk aktivist.
- 1940 - Frank Zappa, amerikansk musiker (død 1993).
- 1942 - Hu Jintao, kinesisk præsident.
- 1947 - Paco de Lucía, spansk flamencoguitarist.
- 1948 - Samuel L. Jackson, amerikansk skuespiller.
- 1954 - Chris Evert, amerikansk tennisspiller.
- 1959 - Florence Griffith Joyner, amerikansk atlet (død 1998).
- 1961 - Simon Grotrian, dansk forfatter.
- 1966 - Kiefer Sutherland, canadisk skuespiller.
- 1967 - Mikheil Saakasjvili, georgisk præsident.
- 1970 - Stefan Lövgren, svensk håndboldspiller.
- 1972 - Tue Bjørn Thomsen, dansk bokser (død 2006).
- 1977 - Emmanuel Macron, fransk præsident.
- 2002 - Clara Tauson, dansk tennisspiller.

### Dødsfald
- 1375 - Giovanni Boccaccio, italiensk forfatter (født 1313).
- 1735 - Gjertrud Rask, gift med præst og missionær Hans Egede og selv aktiv på Grønland. 62 år.
- 1814 - Markis de Sade, fransk aristokrat og forfatter (født 1740).
- 1890 - Niels W. Gade, dansk komponist (født 1817).
- 1890 - Johanne Luise Heiberg, dansk scenekunstner (født 1812).
- 1928 - Einar Ambt, dansk arkitekt (født 1877).
- 1933 - Knud Rasmussen, dansk polarforsker (født 1879).
- 1940 - Francis Scott Fitzgerald, amerikansk forfatter (født 1896).
- 1945 - George Patton, amerikansk general (født 1885) - bilulykke.
- 1954 - Johannes Hørring, dansk jurist, politiker og borgmester (født 1874).
- 1957 - Eric Coates, engelsk komponist (født 1886).
- 1990 - Magda Julin, svensk kunstskøjteløber (født 1894).
- 2003 – Ole Rendbæk, dansk direktør og erhvervsleder (født (1943).
- 2006 - Saparmurat Nijasov, turkmenisk diktator (født 1940).
- 2006 - Sune Lund-Sørensen, dansk filminstruktør (født 1942).
- 2014 - Udo Jürgens, østrigsk komponist og sanger (født 1934).

|  | Denne datoartikel kan blive bedre, hvis der indsættes et (bedre) billede Du kan hjælpe ved at afsøge Wikimedia Commons for et passende billede eller uploade et godt billede til Wikimedia Commons iht. de tilladte licenser og indsætte det i artiklen. |